# Villa Bellavista (Scandicci)

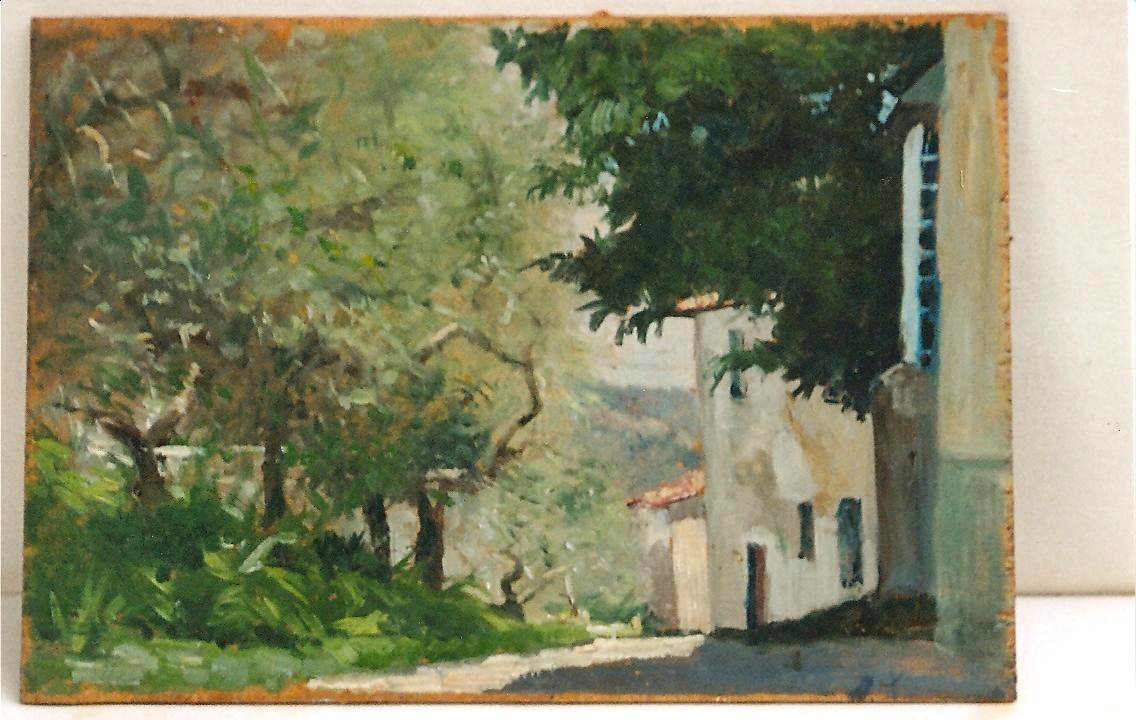
Una veduta di Giovanni Fattori del lato ovest, su strada, della villa.

Villa Bellavista si trova dopo il ponte sul Vingone, provenendo da Scandicci, in salita sulle colline fra il borro di Soglia e il torrente Vingone. Precisamente è situata in via di Vingoncello a Casignano.

## Storia
Villa Bellavista viene ricordata come proprietà dell’antica famiglia nobiliare fiorentina dei Dati nel XVII secolo, nel 1767 passò in eredità ai Pazzi: nelle carte catastali settecentesche si trova che la strada che conduce alla villa era denominata “Viottolo de’ Pazzi”. In seguito passò ai Dainelli Giuliani e poi ai Guidi di Bagno. 
Nell’800 la proprietà fu dei Gentile-Farinola proprietari anche del Castello dell’Acciaiolo. Tra il 1882 e il 1895 nella villa visse Giovanni Fattori, il famoso pittore macchiaiolo, che fu maestro di disegno di Eleonora, figlia di Paolo Gentile Farinola. Il Fattori realizzò qui, in quel periodo, dei disegni raccolti in seguito col titolo di “Quaderni Farinola”. Esiste anche un dipinto che ritrae una porzione della villa sul fronte strada.
Dagli anni ‘60 del Novecento la villa è di proprietà dei Bellorini a cui si deve l'impianto dei vigneti della tenuta e la conduzione dell'azienda agricola che produce vino Chianti e olio extravergine Toscano I.G.P.
Secondo alcuni studiosi la villa originariamente è nata come casa-torre. È stata rimaneggiata nel tempo aggiungendo un loggiato poi trasformato nel corpo centrale della villa. Nell’800 è stata poi aggiunta una seconda ala che rende simmetrica la struttura così come la vediamo oggi.
Attualmente la villa ha una struttura ad U che si protende a ovest verso la strada, le estremità della villa sono più rialzate quasi a sembrare due torri. Il versante est dà sul giardino che è costruito a terrazza su terrapieno ed è ornato da un imponente leccio centenario. 

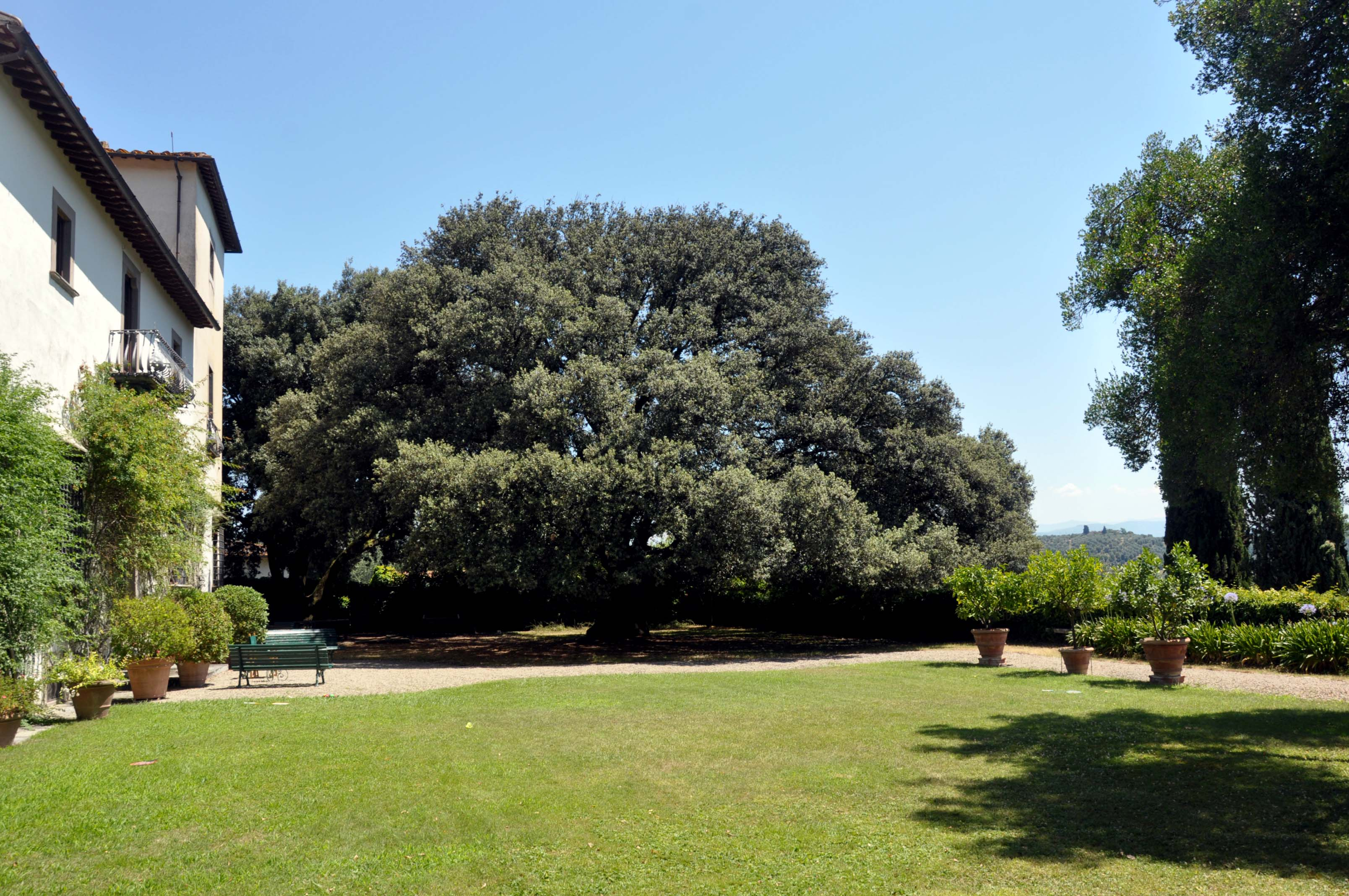

## Origine del nome
Il nome Bellavista si deve al magnifico panorama sulle colline di Casignano che si gode dal giardino della villa, coltivate ad olivi e vigneti di proprietà della tenuta.